# Рябеєво (Тверська область)
Рябеєво (рос. Рябеево) — присілок в Калінінському районі Тверської області Російської Федерації.
Населення становить 16 осіб. Входить до складу муніципального утворення Нікулинське сільське поселення.

## Історія
Від 2005 року входить до складу муніципального утворення Нікулинське сільське поселення.

## Населення
| 2010 |
| ---- |
| 16   |